# Кафедральний собор Осло
Лютеранський кафедральний собор в Осло — церква в Осло, Норвегія. Кафедральний собор єпархії Осло Лютеранської церкви в Норвегії.

## Історія
Побудований у 1694—1697 роках.
Є третім за рахунком, побудованим в Осло, був освячений в листопаді 1697 року. Собор використовується норвезькою королівської сім'єю та урядом країни для різних офіційних і урочистих заходів; у 1968 та 2001 роках тут вінчалися відповідно король і наслідний принц країни.
Катедру реконструювали в 1848—1850 (за проєктом архітектора Алексіса де Шатонефа), а також у 1950. У серпні 2006 року він знову був закритий на реконструкцію, в квітні 2010 року був відкритий. Кафедральний собор Осло відомий своїми вітражами і органом (перший орган був встановлений тут у 1711, нинішній встановлений у 1997).